# Ніко Піросмані
Ніко́ Піросма́ні (груз. ნიკო ფიროსმანაშვილი, Микола/Нікола Асланович Піросманішвілі; 1862, Мірзаані, Тифліська губернія, Російська імперія — 5 травня 1918, Тбілісі, Грузія) — всесвітньо відомий грузинський художник XX століття, самоучка, яскравий представник примітивного стилю в живописі.

## Біографія

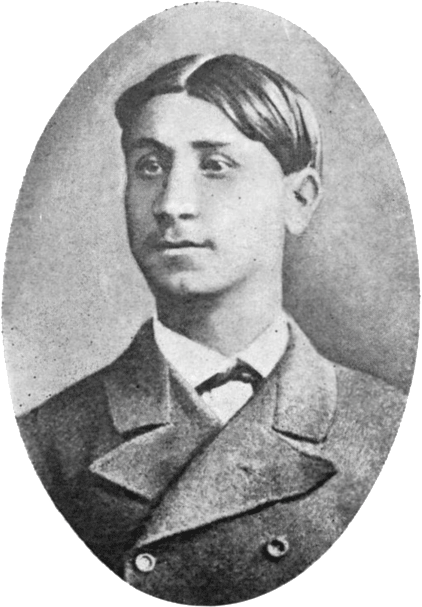
У молодості

Чимало фактів з життя Ніко Піросмані є здогадками експертів, що вивчали його творчість в пізнішу добу, або почерпнуті й відомі зі слів самого митця.
Ніко Піросмані (Микола/Нікола Асланович Піросманішвілі) народився в 1862 році в селі Мірзаані (Кахетія, Грузія) в селянській родині. Він був четвертою і останньою дитиною в родині (старші брат Георгій, сестри Маріам і Пепуца).
В 1870 році помер батько Ніко, невдовзі потому мати і старший брат. Ніко Піросмані, єдиний з родини, лишився жити в селі Шулавері в услужінні в батькової роботодавиці, вдовиці бакинського фабриканта Епросіне Калантарової. В родині Калантарових Піросмані, не враховуючи незначних перерв, прожив близько п'ятнадцяти років, спочатку в Шулавері, згодом разом з сином Епросіне Георгієм Калантаровим в сер. 1870-х рр. переїхав до Тіфлісу.
Ніко Піросмані вивчився грамоти — читати й писати грузинською і російською, так ніколи і не отримавши формальної освіти. Декілька місяців Піросмані навчався типографської справи, потому залишив типографію й проживав у домі Елізабед Ханкаламової (сестри Калантарових), а згодом — в її брата. Згідно з припущеннями в 1876 році Піросмані тимчасово повернувся до сестри в рідне село Мірзаані, де працював пастухом.
Живопису Піросмані вивчився в мандрівних художників, що розмальовували вивіски крамниць і духанів. В сер. 1880-х рр. разом з художником Гіго Зазіашвілі, також самоком, Піросмані відкрив у Тіфлісі майстерню декоративного розпису. За переказом, першу вивіску Піросманішвілі і Зазіашвілі виконали безкоштовно, але інших замовлень тривалий час не отримували.
У 1890 влаштувався на залізницю гальмівним кондуктором. На цій роботі його неодноразово штрафували за різноманітні порушення, й 17 січня 1894 року Піросмані звільнився за власним бажанням.
Отримавши виплату за звільнення, Піросмані вклав гроші в торгівлю молокопродуктами, відкрив разом із компаньйоном Дімітрою Алугішвілі молочну крамничку, для якої, звичайно, власноруч оформив вивіску. Однак, Піросмані не проявив особливого інтересу до підприємництва — неодноразово покидав крамницю, їздив до родичів у Мірзаані. Наприкінці 1890-х рр. Алугішвілі видавав йому по карбованцю добових.
Приблизно з 1900 року Піросмані зав'язав з торгівлею і надалі заробляв на життя виключно малюванням.
Серед оточення Піросманішвілі мав стійку репутацію психічно неврівноваженої людини, з якою важко мати справи. За свідченнями, що збереглися, Піросмані стверджував, що здатний бачити святих наяву, а його пензель «малює сам».
З 1895 року Ніко активно малює, створюючи вивіски й декоративні панно, переважно для закладів торгівлі й духанів. Писав Піросмані здебільшого фарбами власного виробництва на клейонці. Жодних художніх зв'язків з митцями Тбілісі він не мав. До самої смерті Піросмані жив у крайній бідноті, постійно жебракував й ночував нерідко по підвалах.
Влітку 1912 року творчістю Піросмані нарешті зацікавились фахівці — спершу його почали пропагувати молоді митці-футуристи — брати поет Ілля та художник Кирило Зданевичі, французький художник Мішель Ле Дантю. Кирило Зданевич, зокрема, придбав у Піросмані велику кількість полотен, чимало з яких останній виконав на замовлення. 10 лютого 1913 року Ілля Зданевич опублікував в газеті «Закавказская речь» статтю про творчість Піросманішвілі під заголовком «Художник-самородок». І вже трохи більше ніж за місяць, 24 березня 1913 року, на виставці живопису художників-футуристів «Мішень» у Москві поруч з роботами маститих футуристів було виставлено декілька картин Піросмані, привезених із Тбілісі Іллєю Зданевичем. У липні цього ж року в тіфліській газеті «Закавказзя» (рос. Закавказье) критик Є. К. Псковітінов надрукував ще одну статтю про Піросмані. Одночасно з тим творчістю Піросмані зацікавилися молоді грузинські художники Давид Какабадзе, Ладо Гудіашвілі і Давид Шеварднадзе, що тільки-но повернувся з навчання в Німеччині, заходився збирати колекцію його робіт.
У серпні 1914 року після того, як розпочалась Перша світова війна, в Російській імперії було запроваджено «сухий закон». Відтоді фінансове становище Піросмані, який здебільшого існував за рахунок малювання вивісок для шинків і різного штибу корчмів, значно ускладнилося.
5 травня 1916 року в майстерні Кирила Зданевича в Тіфлісі пройшла одноденна виставка творів Піросманішвілі. Вона мала відносний успіх, і в 1916 році було вирішено запросити Піросмані у щойно утворене Товариство грузинських художників. Піросмані нарешті зазнав деякої популярності, його творчістю зацікавилась тіфліська інтелігенція. Втім, на жаль, це майже на вплинуло на фінансовий стан митця.
Ніко Піросмані помер в Тбілісі 5 травня 1918 року від голоду й хвороб. Три доби він у напівсвідомому стані пролежав у підвалі будинку № 29 по вул. Молоканській. Коли його виявили, то відвезли до лікарні, де за півтори доби він помер. Місцезнаходження могили митця дотепер лишається невідомим.

## Творчість
За життя, згідно з припущеннями, Ніко Піросмані створив близько 2 тис. робіт, однак дотепер збереглися лише бл. 300 з них.
Суттєва частина робіт Піросмані, як тих, що збереглися, так і тих, що не дійшли до нас, є рекламними вивісками різних закладів, переважно винниць, пивниць і шинків. У Тіфлісі початку XX ст. цей жанр був одним із найпопулярніших.
На вивісках Піросмані зазвичай присутні надписи російською та грузинською, причому перші нерідко з помилками, що, здається, було звичною справою в ті часи у неросійських регіонах імперії. Найчастіше вивіски є доволі сюжетними і яскравими, втім часто основним тлом виступає чорний колір.
Чорне тло взагалі притаманне Піросмані, зокрема, для його портретних робіт. З метою уникнення різких контрастів між білим (наприклад, обличчями людей) і чорним, художник нерідко додавав у білу фарбу пігмент.
Портрети Піросмані виконані нерідко за фотографіями. Так, зокрема, було створено портрети Іллі Зданевича (1913) і Олександра Гаранова (1906).
Значне місце в творчому доробку Піросмані посідають анімалістичні образи. Зазвичай Піросмані малював звірів у оберті на три чверті. Створеній митцем галереї тварин не стільки притаманна схожість на праобрази, як схожість однієї роботи на іншу. Відмічаючи це, Ладо Гудіашвілі, припускав, що тварини на картинах художника мають очі свого творця.
Дуже популярним і раз-по-раз повторюваним сюжетом творчості Піросмані є сцена свята, бенкету або гулянки. Причому ці застілля можуть бути як деталлю, скажімо пейзажу, так і доволі часто основною темою твору.
До найвідоміших творів Піросмані належать: «Подвір'я» (1904); «Продавець хмизу»; «Рибалка серед скель» (1906); «Ведмідь місячної ночі» (1905); «Гумно» (1915); «Лань» (1916); «Бенкет трьох князів», «Маргарита (1909)», «Жираф» тощо.
Картини Піросмані експонуються в музеях світу, містяться в колекціях приватних збирачів мистецтва тощо. Найбільші зібрання зберігаються в Державному музеї мистецтва Грузії (Тбілісі, Грузія), а також у російських Східному музеї і Третьяковській галереї в Москві.

## Вшанування і вплив на світову культуру

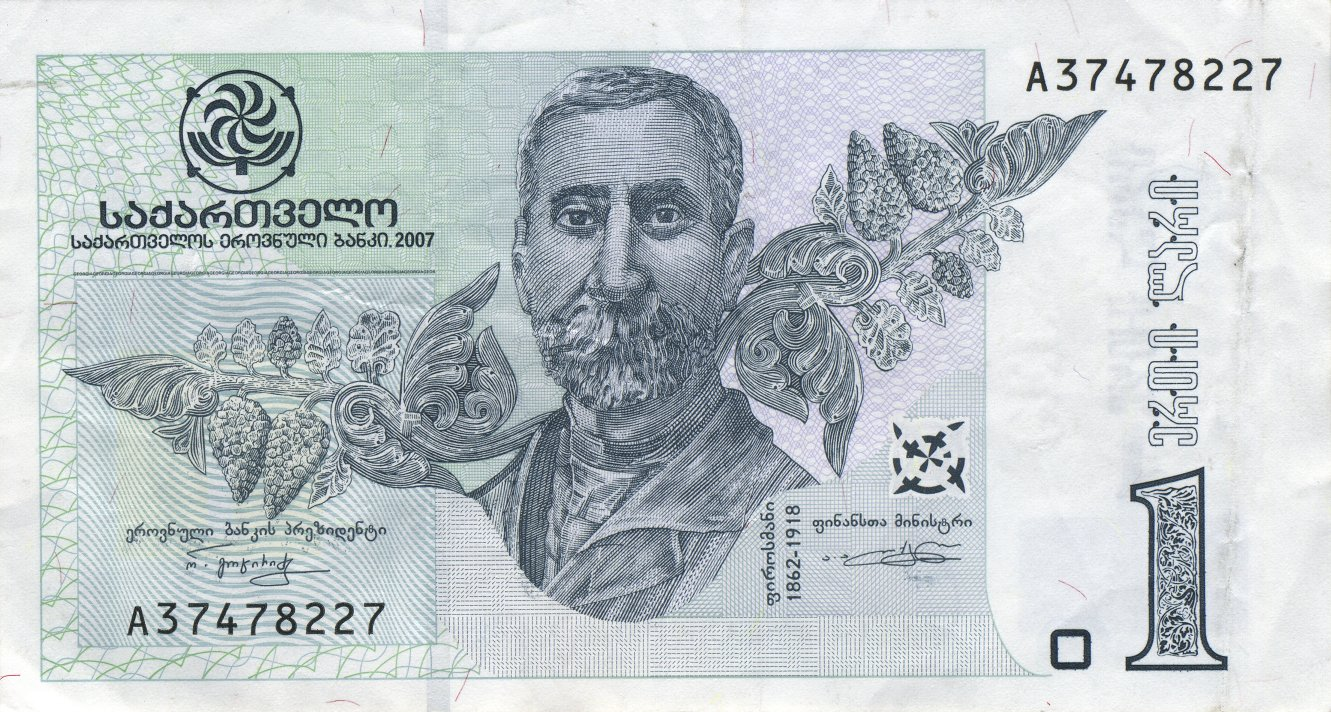
Аверс купюри в 1 ларі з портретом Піросмані, 2002

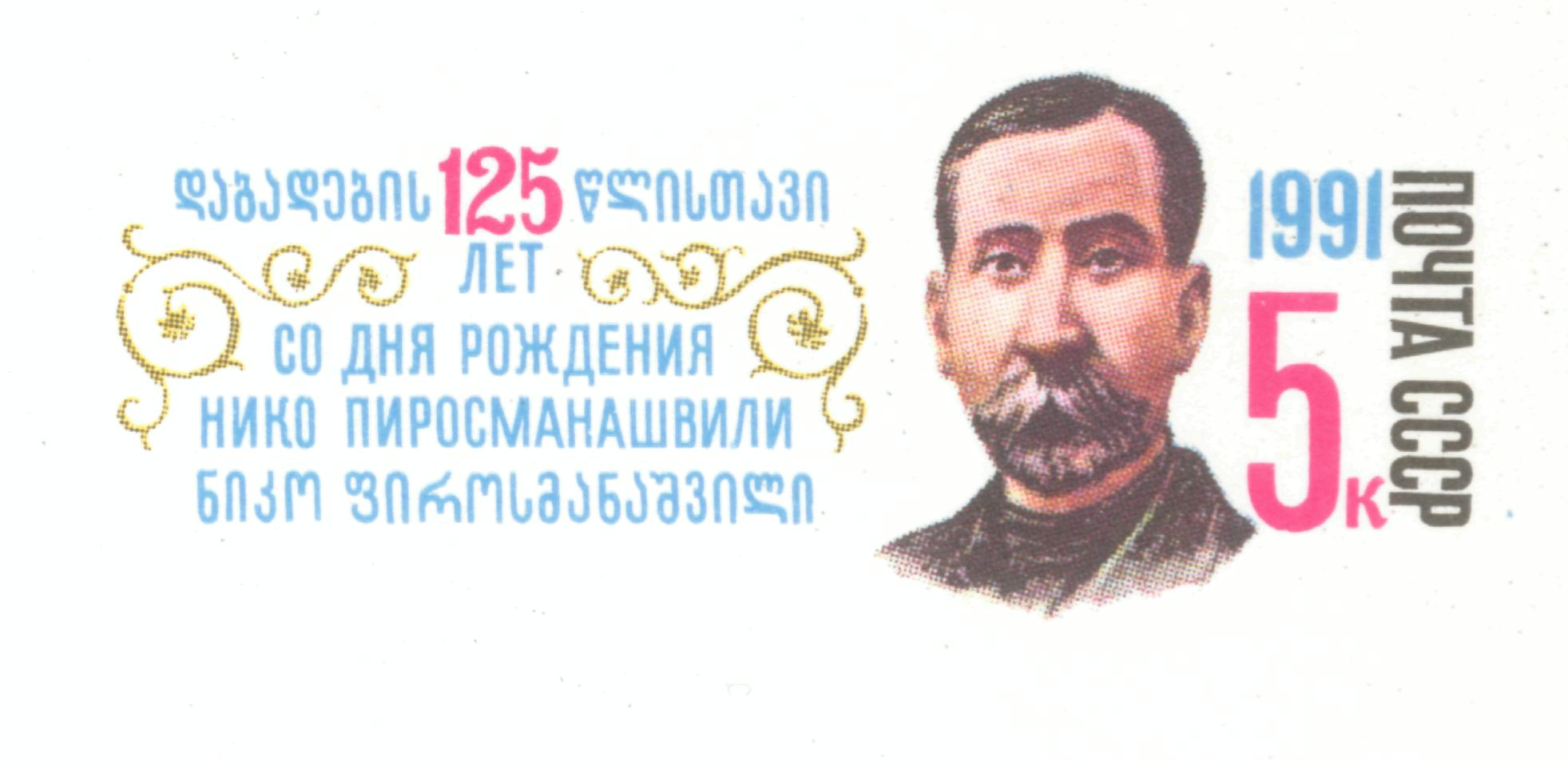
Марка, 1991, 125 років з дня народження

В 1982 році в рідному селі художника Мірзаані було відкрито дім-музей, присвячений його життю і творчості.
Піросмані мав великий вплив як на грузинських, так і російських митців-представників деяких течій мистецтва поч. XX століття. У XX ст. і в наш час до творчості і неординарної фігури художника неодноразово зверталися і продовжують звертатися різні митці:
- свої поезії і пісні Піросмані присвятили Павло Антокольський, Тіціан Табідзе, Андрій Вознесенський, Булат Окуджава, Георгій Леонідзе тощо;
- творчість художника увічнено у кінострічці відомого режисера Георгія Шенгелаї «Піросмані» (1969);
- пісню «Піросмані» виконує відома радянська грузинська співачка Тамара Гвердцителі.

Образ Піросмані зображено на грузинській валюті ларі.

## Цікаві факти
- За свідченнями очевидців, Піросмані дуже швидко малював, наприклад, відомо, що портрет Зданевича було написано за три дні від початку до кінця. При цьому митець навіть не намагався покращити чи коли-не-коли виправляти вже намальоване.
- Найпопулярніший сюжет творів Піросмані, а саме зображення святкувань, бенкетів і застіль дуже контрастують з напівголодним існуванням самого митця.
- Перекази про особисте знайомство Піросмані з класиком грузинської поезії Важа-Пшавелою та про нерозділене кохання до актриси Маргарити, яку він зображав, наразі лишаються легендами, адже не знаходять документального підтвердження.
- Відомим є факт, що Піросмані також складав вірші, однак вони не збереглися до сьогодення.
- Вірш А. Вознесенського про Піросмані, покладений на музику відомого латвійського композитора Р. Паулса, є дуже популярним радянським шлягером «Мільйон червоних троянд» (рос. Миллион алых роз), який виконує поп-діва Алла Пугачова[4].
- Піросмані зображено на національній валюті — на 1 ларі.

## Галерея

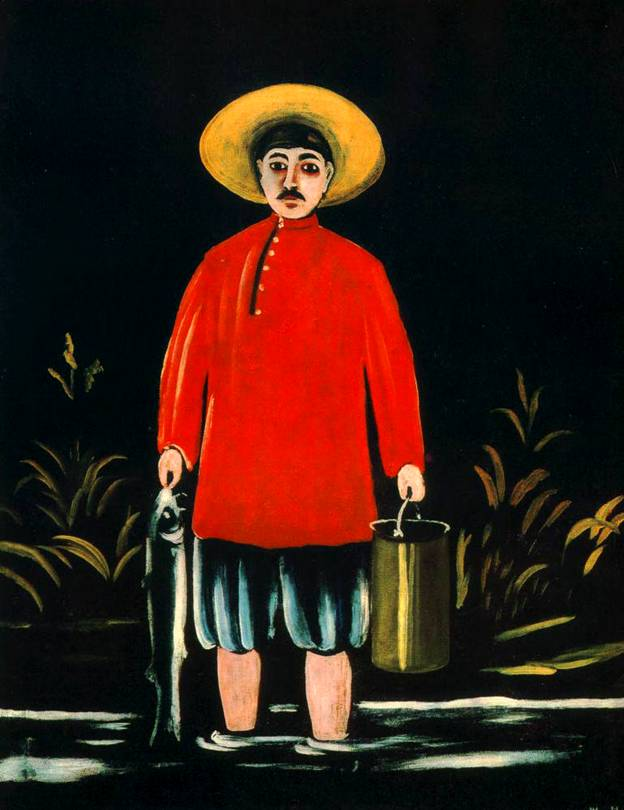
«Рибалка», 1900-ті
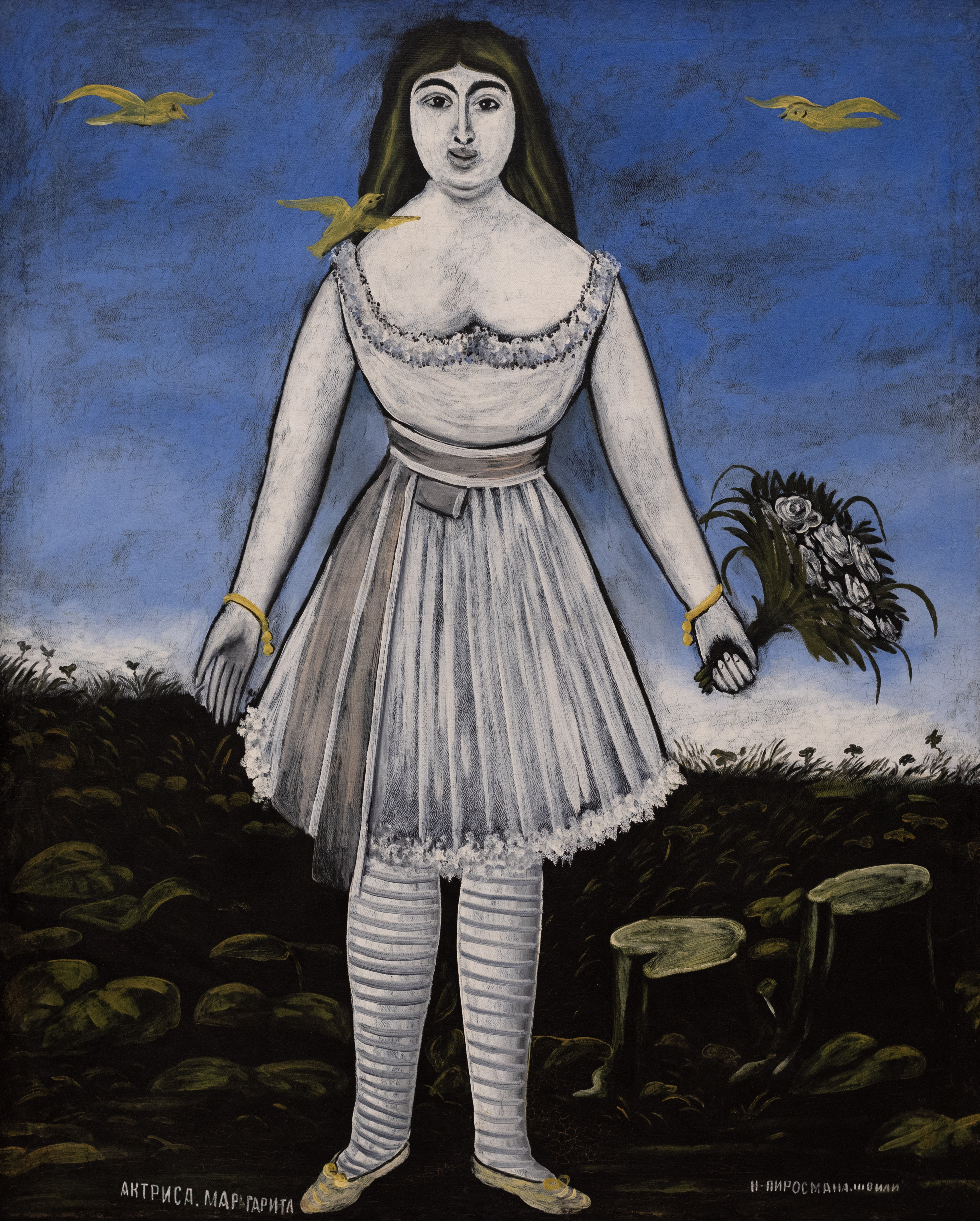
«Актриса Маргарита», 1909
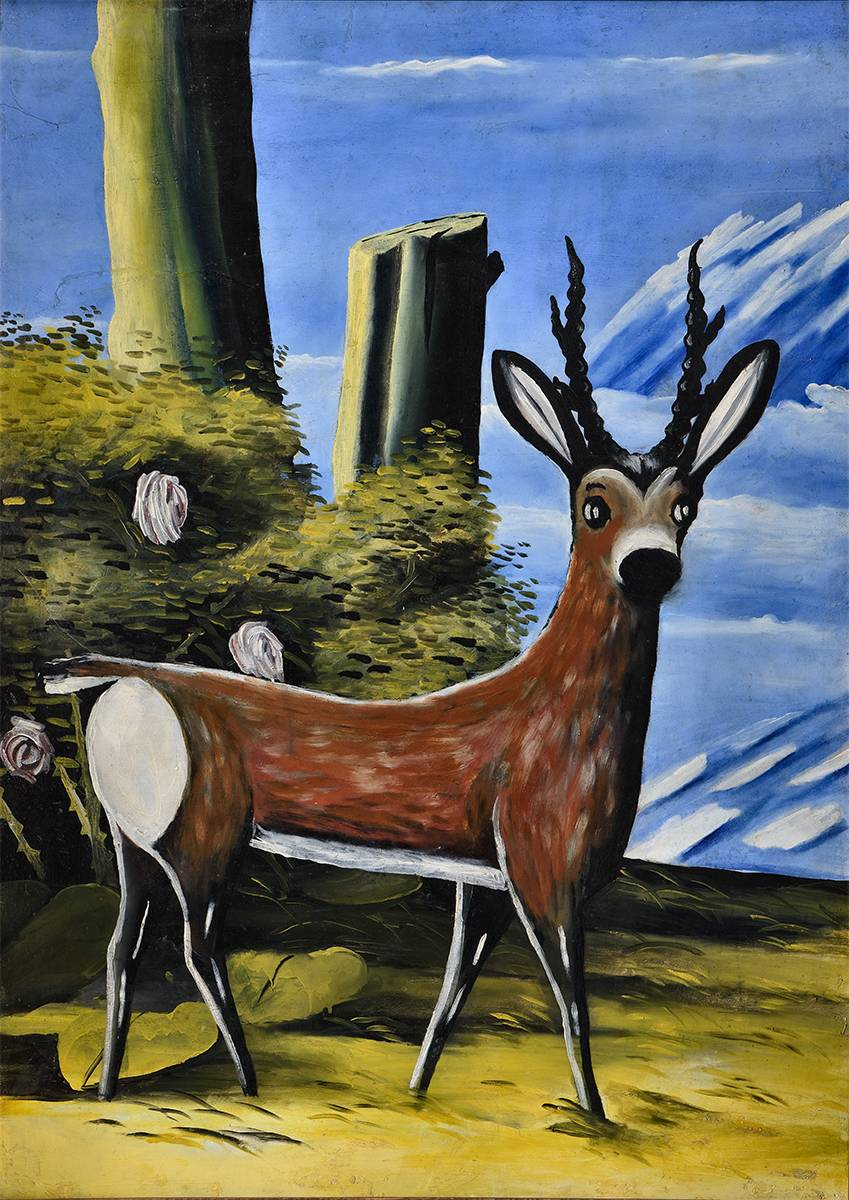
«Сарна на тлі пейзажу», 1915, Державний музей мистецтва Грузії, Тбілісі
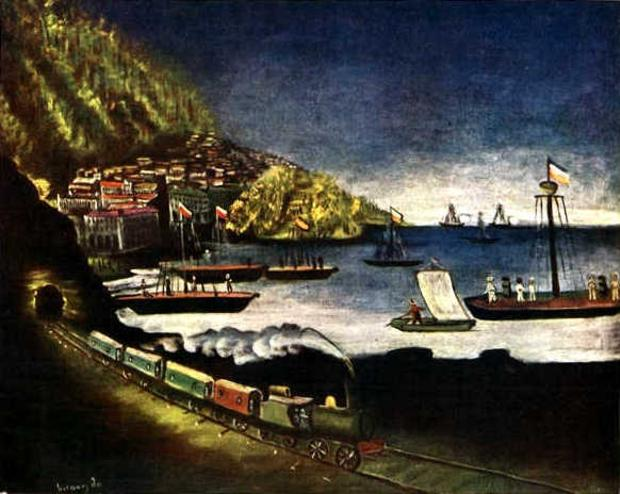
«Порт Батумі»
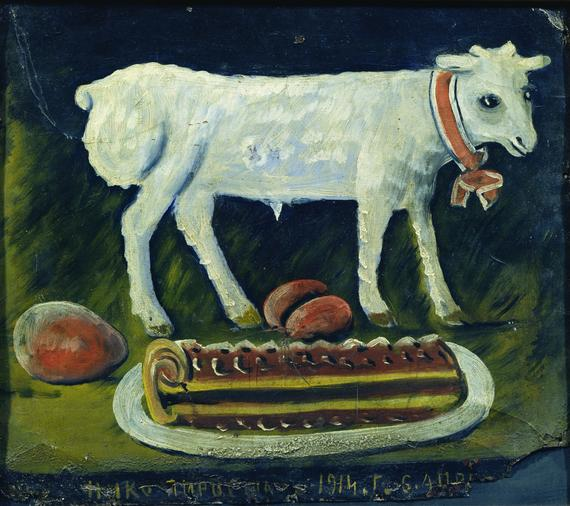
«Великодній баранець», 1910-і
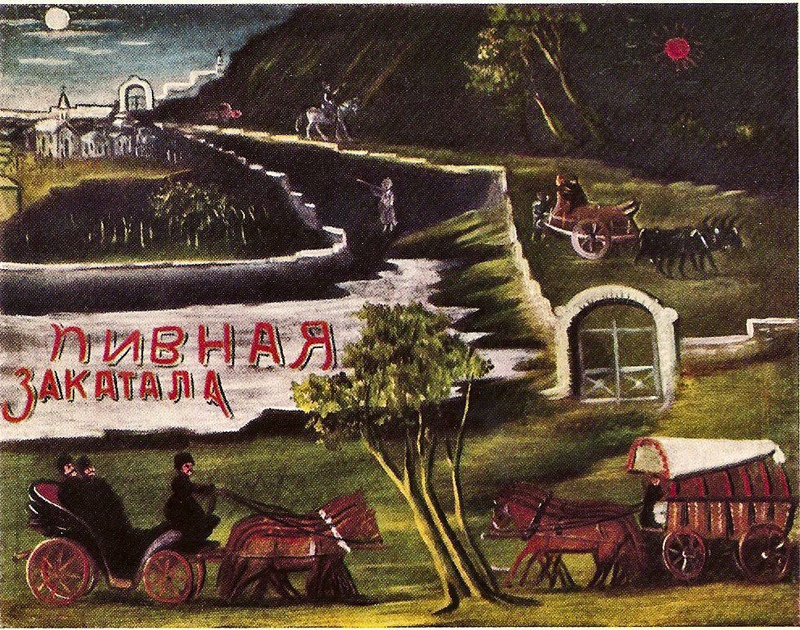
«Вивіска пивниці Закатала»
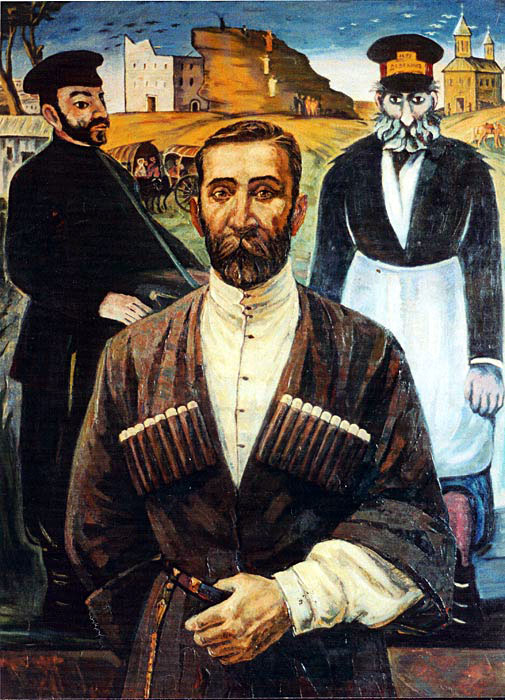
Автопортрет Піросмані
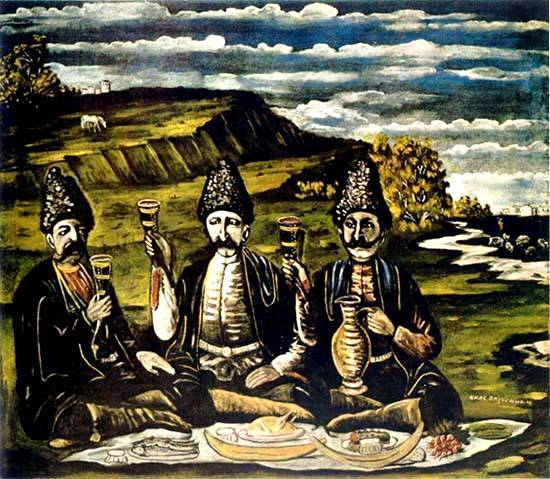
«Бенкет трьох князів», 1910-і
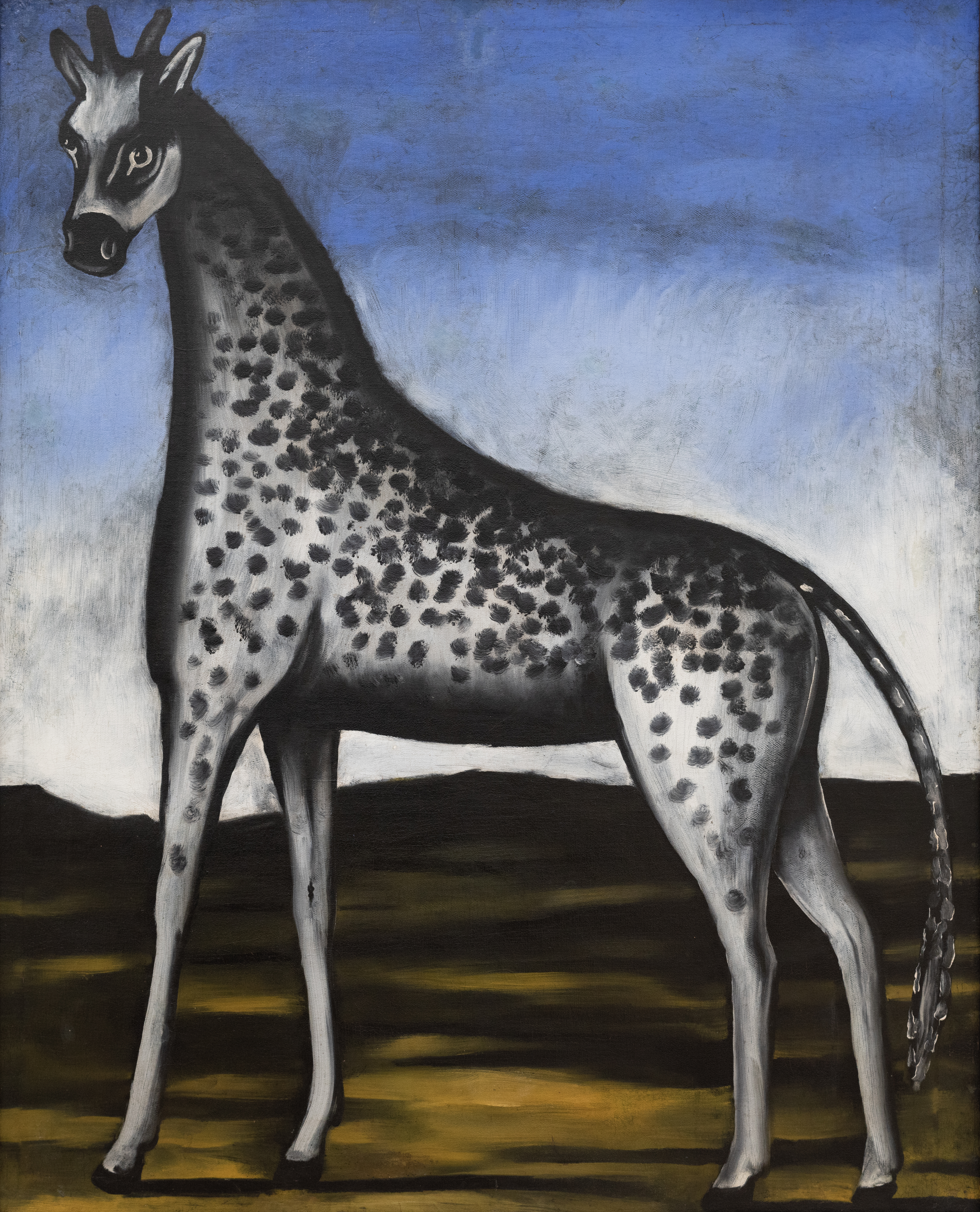
Жираф. 1900-і
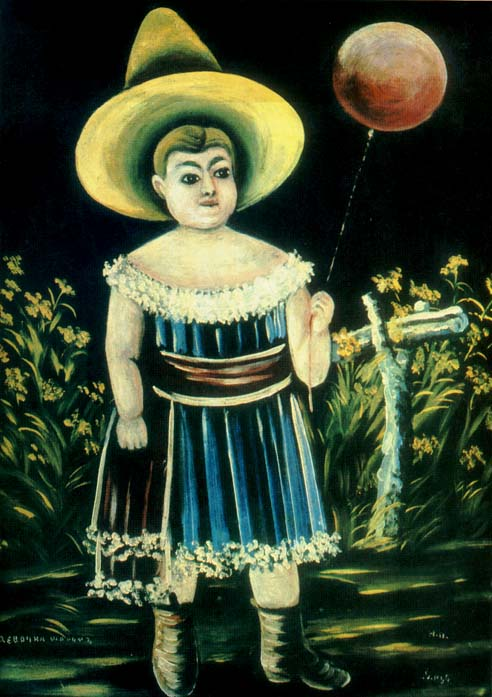
Дівчинка з кулькою. 1900-і
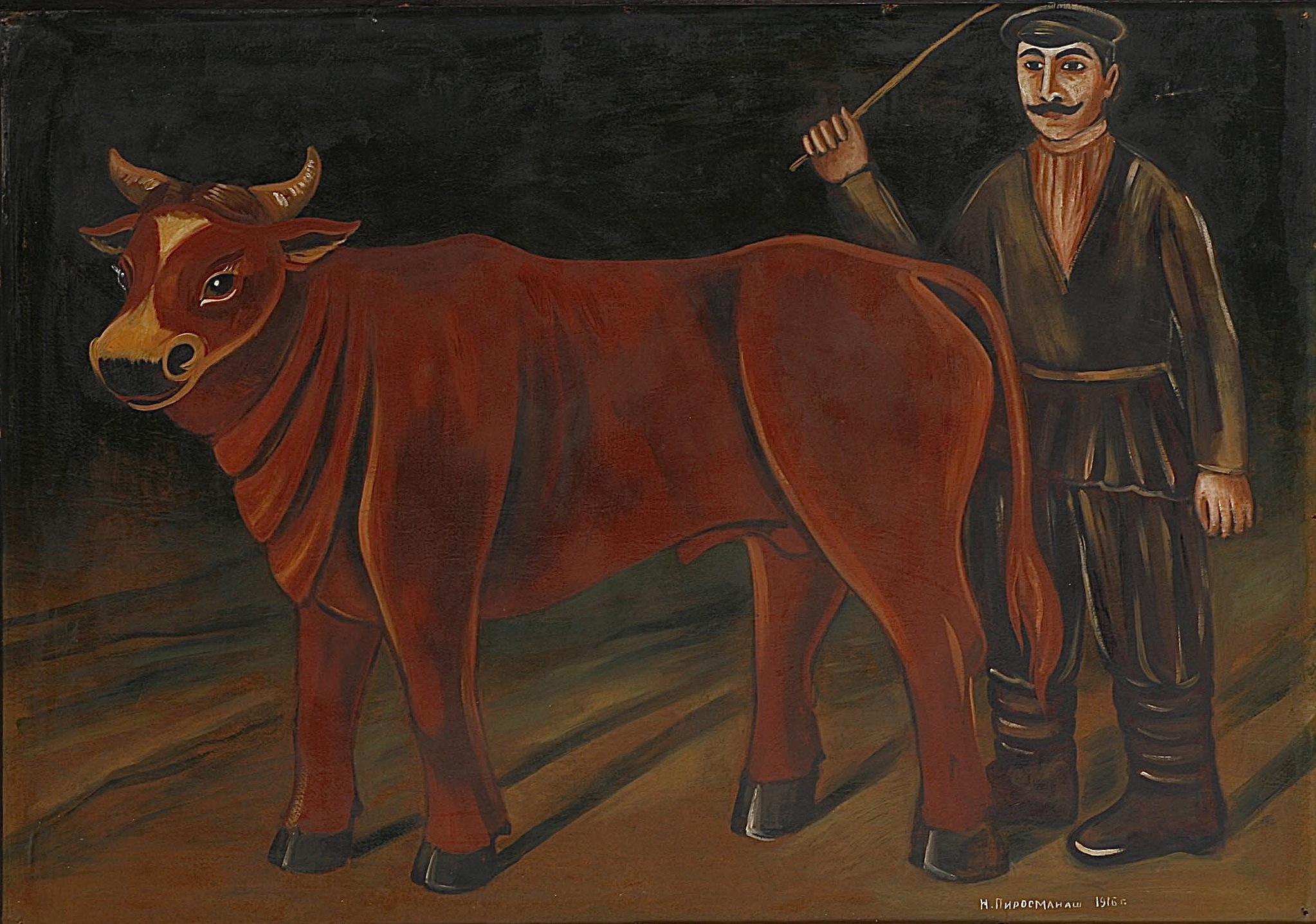
Селянин з биком, 1916
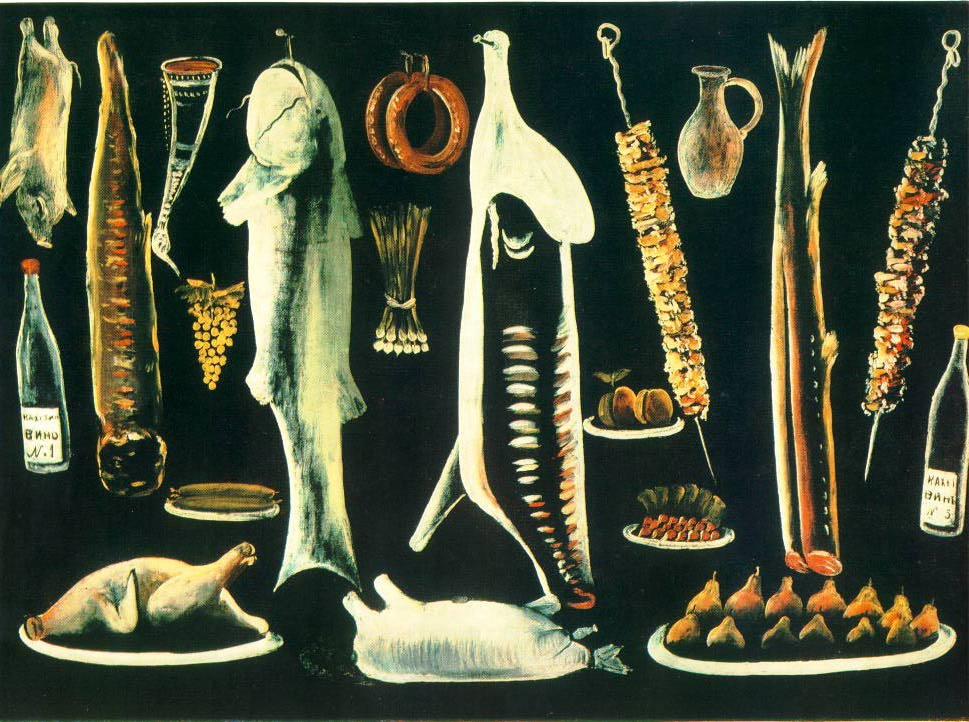
Натюрморт
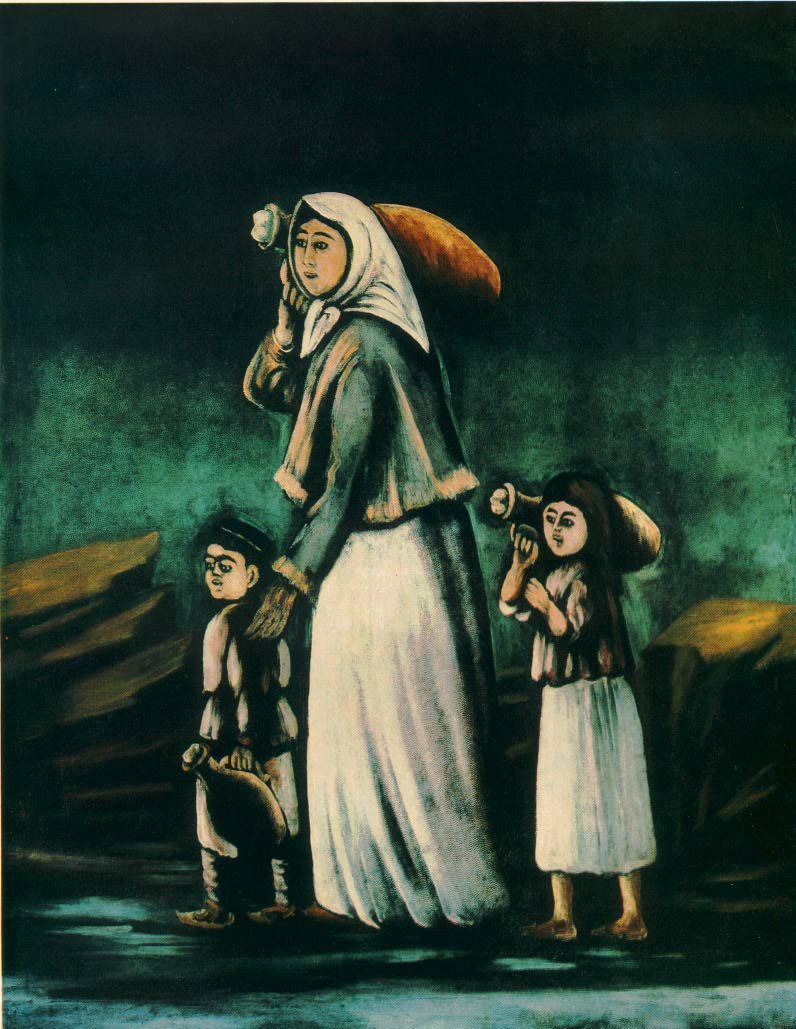
Жінка з дітьми, що йде до джерела
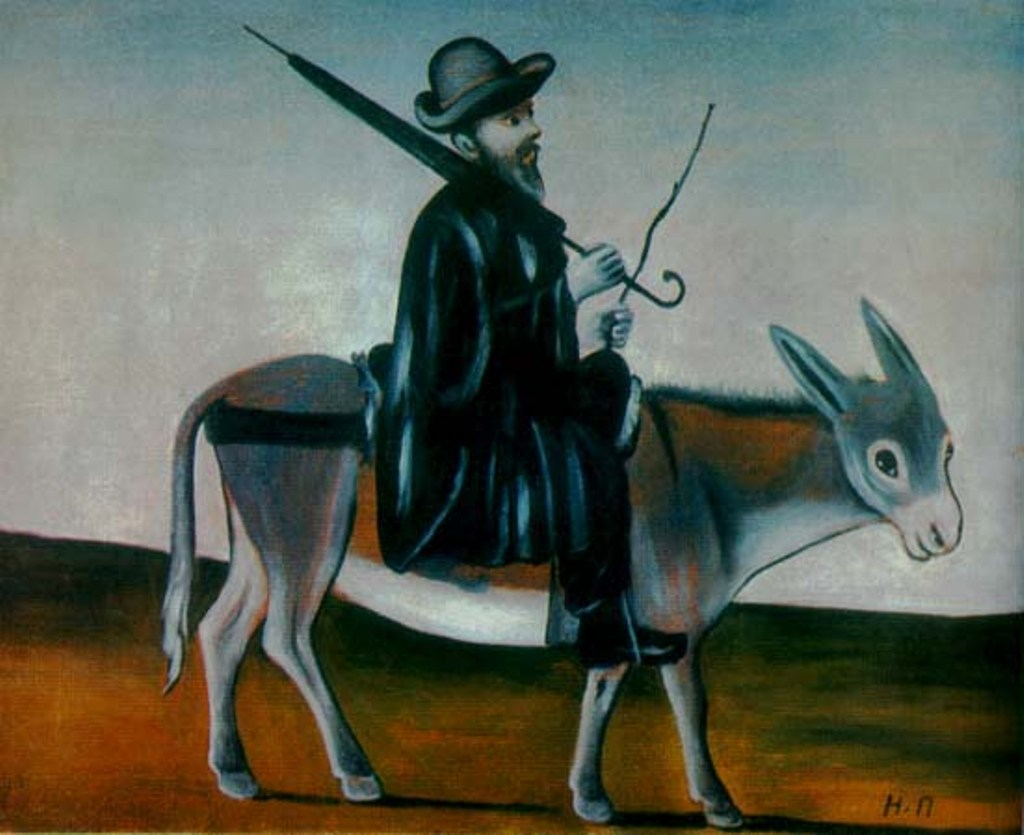
Людина, що їде на віслюку
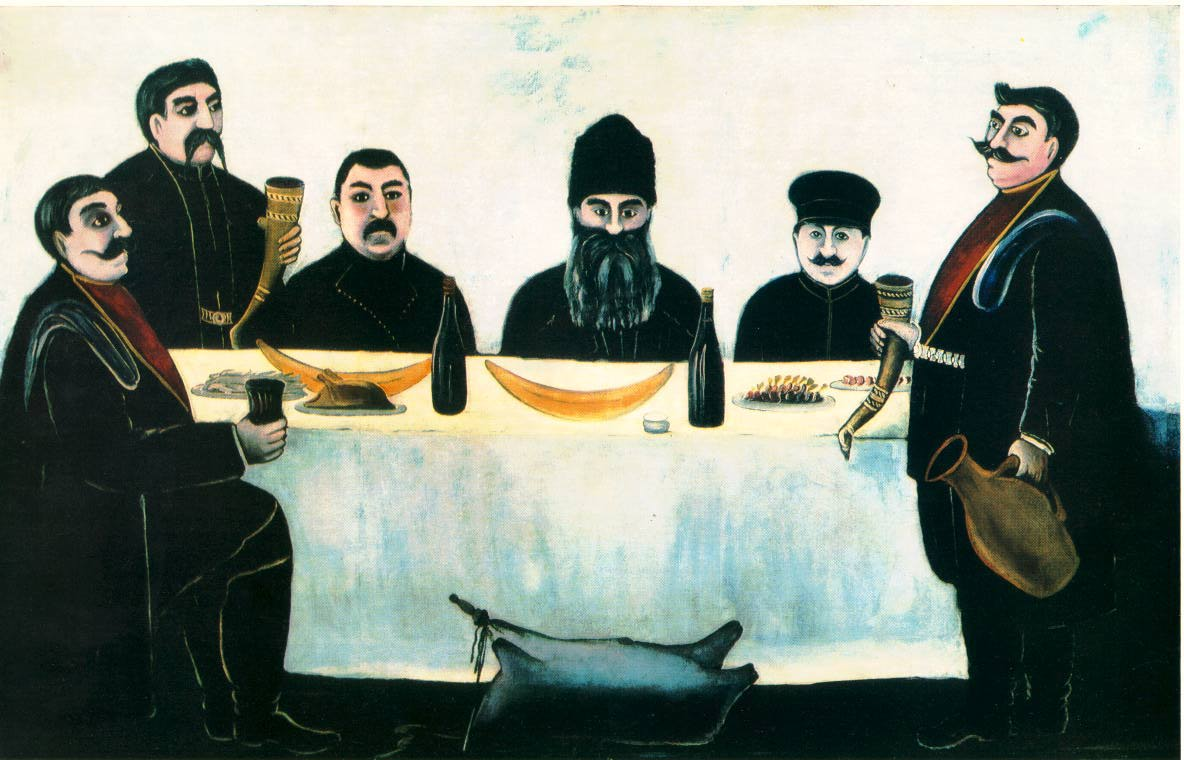
«Друзі Бегоса», 1910-ті, Державний музей мистецтва народів Сходу, Москва
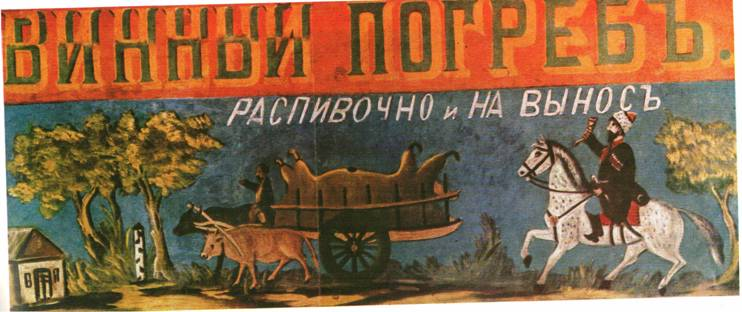
Вивіска вінниці роботи Піросмані, 1910-і
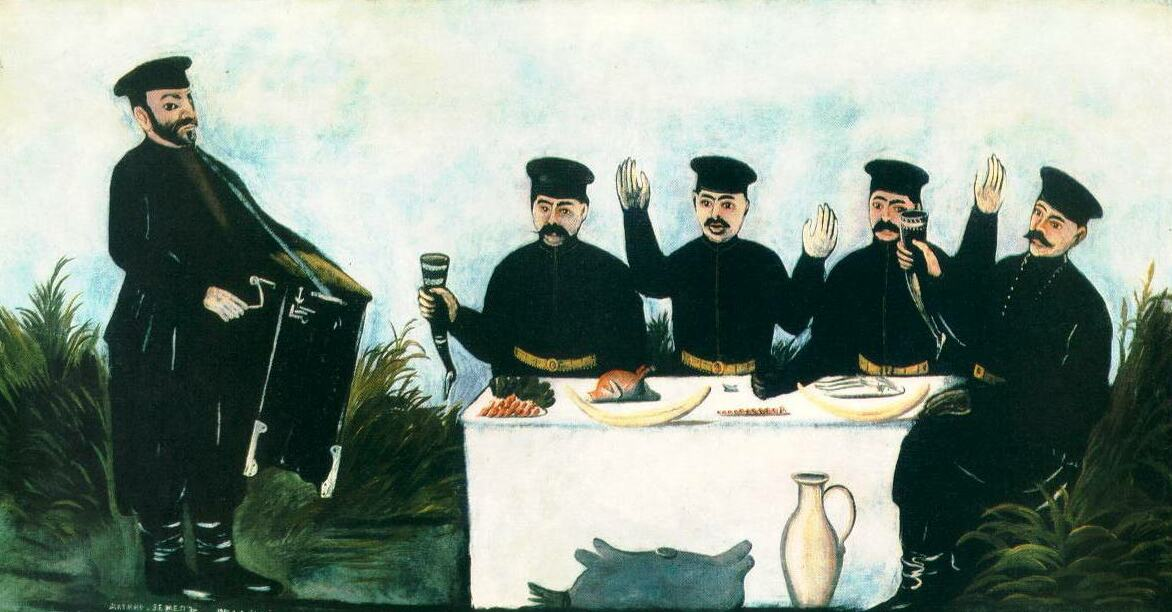
Святкування з баяністом, 1906
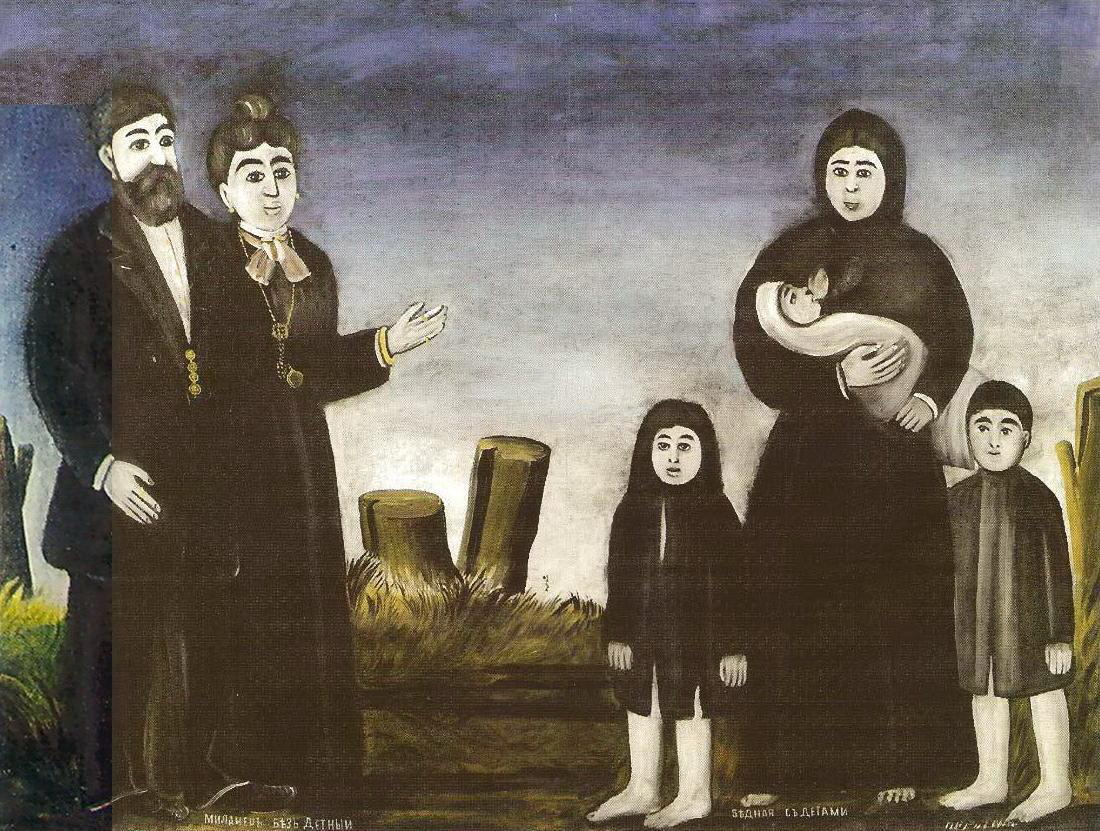
Бездітний мільйонер з біднячкою, обдарованою дітьми
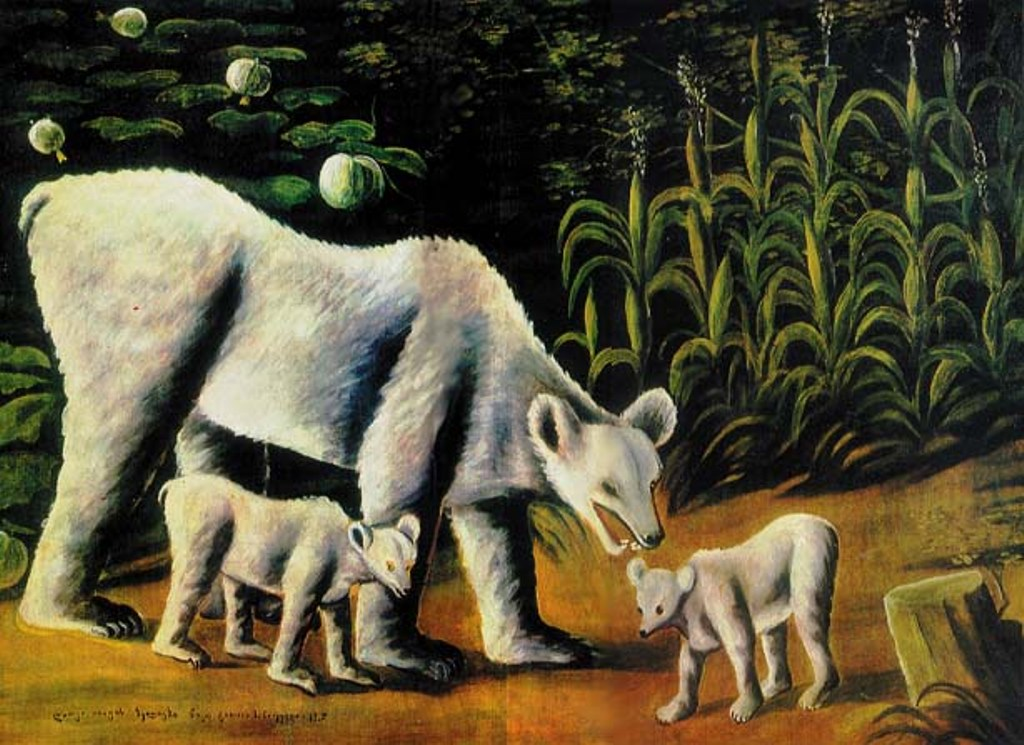
Ведмежа родина
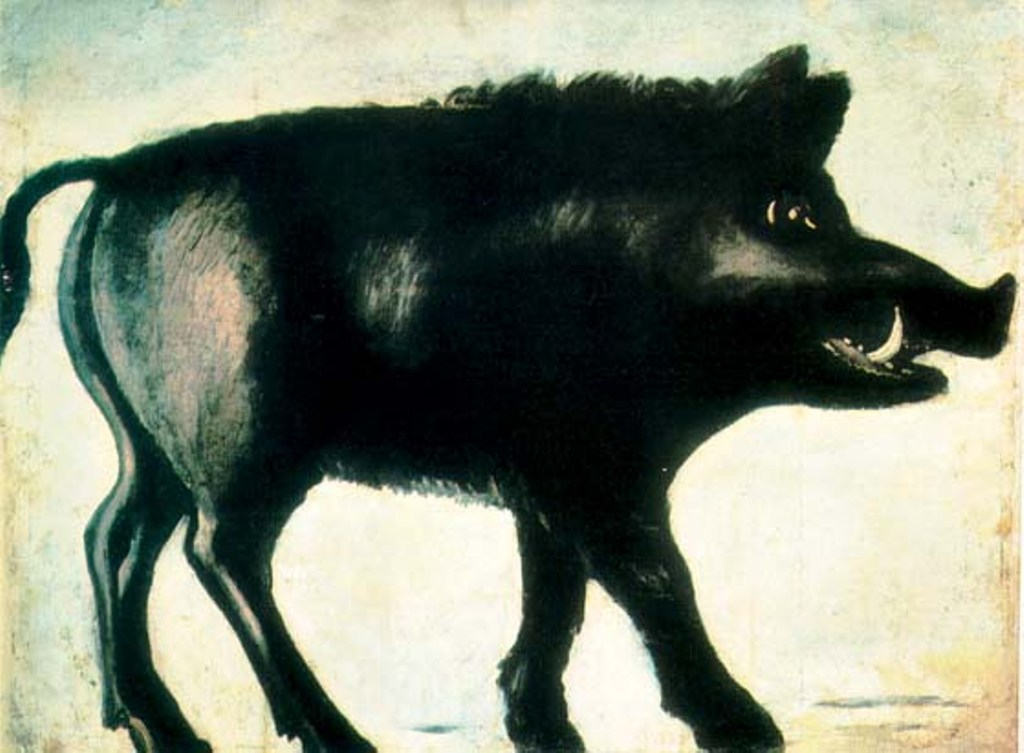
Боров
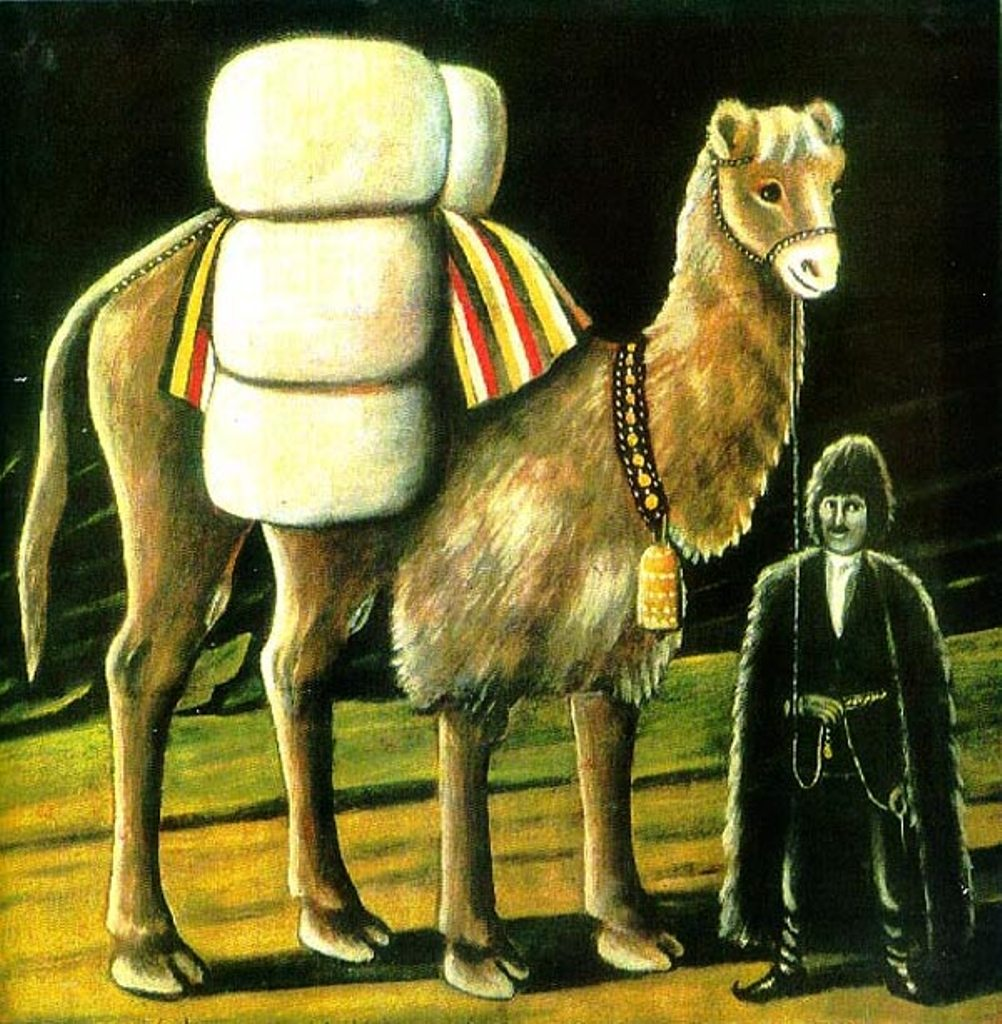
Верблюд
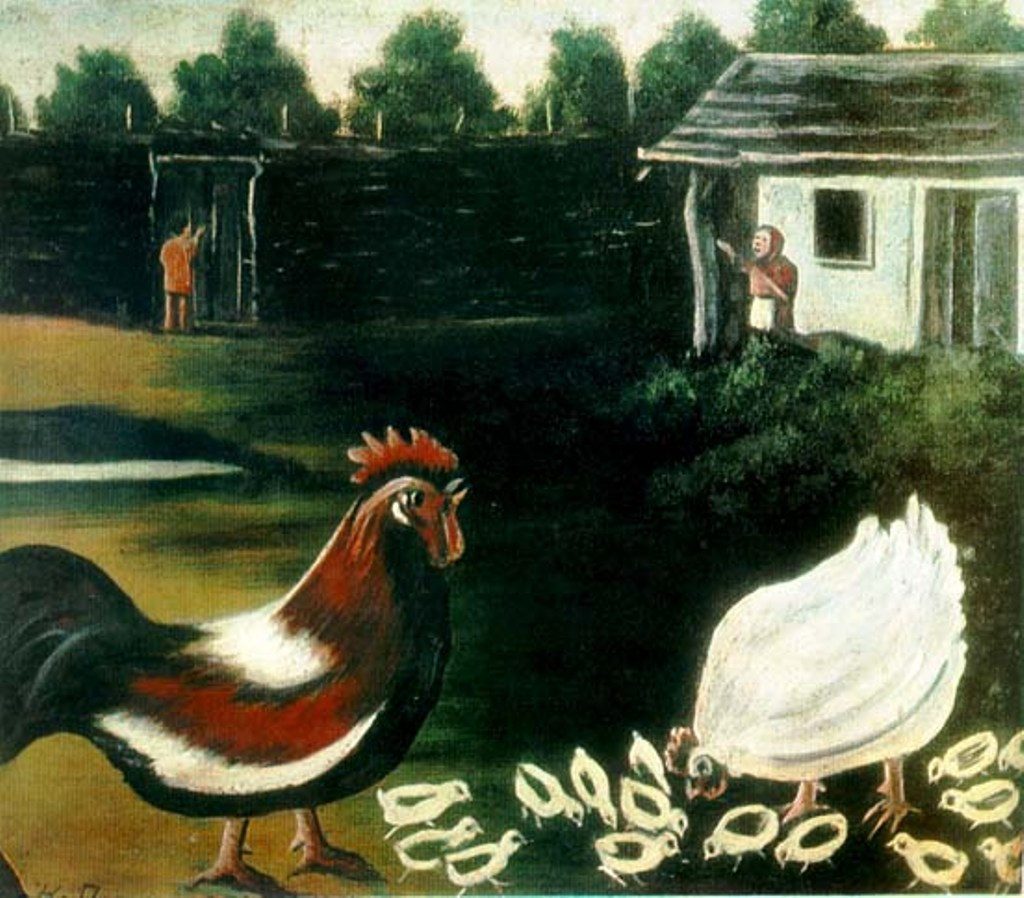
Півник з курочкою
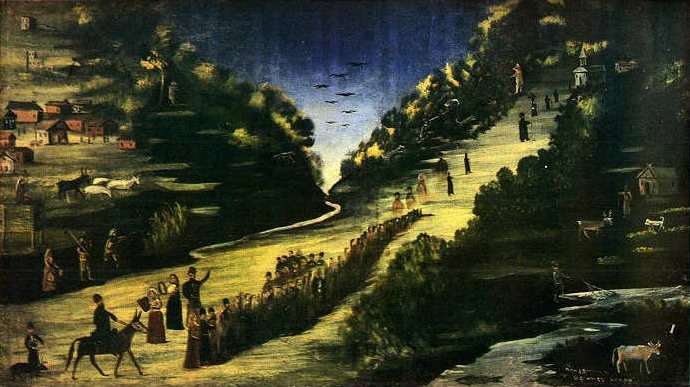
Річка
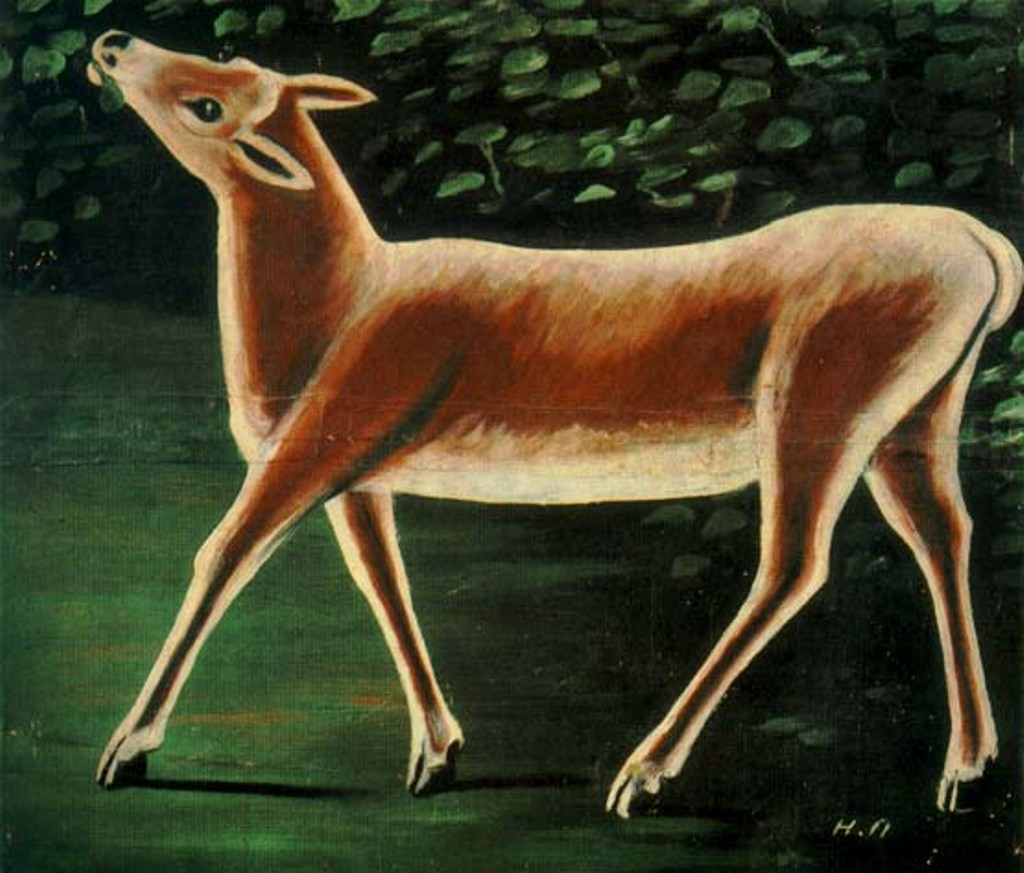
Олень
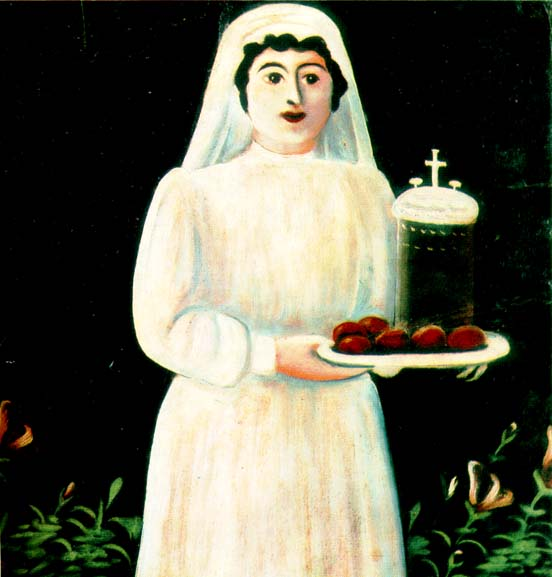
Пасхальні яйця
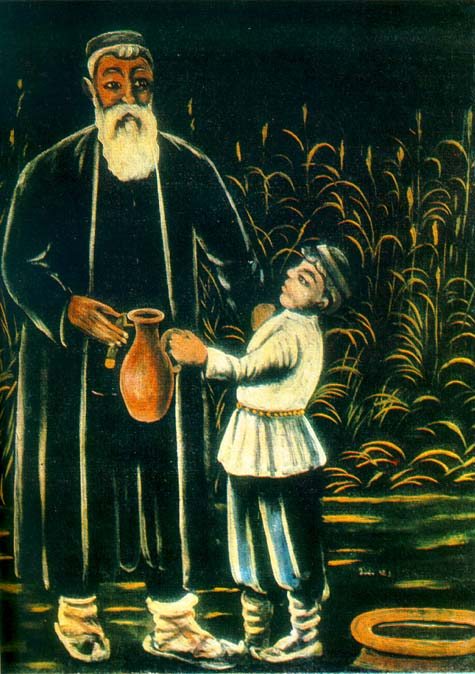
Батько з сином